# حادثة المنشية
حادثة المنشية هي حادثة إطلاق النار على رئيس مجلس الوزراء آنذاك جمال عبد الناصر، في 26 أكتوبر 1954 أثناء إلقاء خطاب في ميدان المنشية بالإسكندرية بمصر.
وقد تم اتهام الإخوان المسلمون بارتكاب هذه الحادثة وتم حل وحظر الجماعة للمرة الثانية وأعتقال أعضائها وأنصارها وحرق مقرها بالحلمية وتمت محاكمة والحكم بإعدام عددا منهم منهم المرشد العام حسن الهضيبي والشيخ محمد فرغلي والقاضي عبد القادر عودة والفريق عبد المنعم عبد الرؤوف وغيرهم، رغم نفي الجماعة لذلك.

## قصة خديوي آدم
ذكرت صحيفة الأهرام في عددها الصادر بتاريخ 2 نوفمبر 1954 أنه بعد مرور أسبوع على الحادثة أن عامل بناء صعيدي يُدعى «خديوي آدم» وجد المُسدّس الذي حاول به محمود عبد اللطيف اغتيال جمال عبد الناصر بـ ميدان المنشية، فسافر من الأسكندرية إلى القاهرة «سيراً على قدميه» ليُسلم المُسدّس بنفسه إلى الرئيس جمال عبد الناصر بعد أسبوع من المشي على الأقدام!

## وصلات خارجية
- فيديو عن حادثة المنشية في يوتيوب على يوتيوب
- حادث المنشية ومحنة 1954، مذكرات د.يوسف القرضاوي، الجزء 2 - الحلقة 5، القرضاوي نت
- حادث المنشية - برنامج الجريمة السياسية، قناة الجزيرة - الجزء الأول، 22 ديسمبر 2006م - الجزء الثاني، 29 ديسمبر 2006م
- علي نويتو.. ذكريات حادثة المنشية، برنامج زيارة خاصة، قناة الجزيرة، 18 أغسطس 2007م
- مذبحة المنشية
- حادث المنشية، إخوان أون لاين